# Francisco Javier Cisneros
Francisco Javier Cisneros, né en 1836 à Santiago de Cuba et mort en 1898 à New York, est un ingénieur civil cubain. C'est notamment un pionnier dans le développement du réseau ferroviaire en Colombie.
En 1887, l'assemblée constituante de l'État souverain de Bolívar accorde à Francisco Javier Cisneros la concession de l'exploitation d'un tramway à Barranquilla, en Colombie. Les travaux débutent l'année suivante et se terminent deux ans plus tard, après plusieurs interruptions. Il est inauguré le 26 avril 1890 et est composé de deux lignes qui partent à proximité de la gare Montoya et desservent les rues principales et points clés de la ville.